# 이탈리아 중부
이탈리아 중부(이탈리아어: Italia centrale 이탈리아 첸트랄레[*])는 이탈리아반도의 중부 지역을 가리키는 말로, 단순히 첸트로(Centro)라고도 한다. 라치오 주, 마르케 주, 토스카나주, 움브리아 주를 반드시 포함하며, 때로는 아브루초주와 몰리세주도 중부 지역에 포함되기도 한다.

## 경제
이 지역의 2018년 국내총생산(GDP)은 3889억 유로로 이탈리아 경제 생산량의 21.6%를 차지했다. 구매력 1인당 GDP는 같은 해 EU27 평균의 105%인 31,500 유로였다.

## 같이 보기
- 이탈리아 북부
- 이탈리아 남부